# Инсурецей (Горж)
Инсурецей (рум. Însurăței) — село у повіті Горж в Румунії. Адміністративно підпорядковане місту Мотру.
Село розташоване на відстані 248 км на захід від Бухареста, 34 км на південний захід від Тиргу-Жіу, 83 км на північний захід від Крайови.

## Населення
За даними перепису населення 2002 року у селі проживали 529 осіб.
Національний склад населення села:
| Національність | Кількість осіб | Відсоток |
| -------------- | -------------- | -------- |
| румуни         | 485            | 91,7%    |
| цигани         | 44             | 8,3%     |

Рідною мовою назвали:
| Мова      | Кількість осіб | Відсоток |
| --------- | -------------- | -------- |
| румунська | 485            | 91,7%    |
| циганська | 44             | 8,3%     |